# کالج آدریان
کالج آدریان یک کالج خصوصی هنرهای لیبرال متدیست متحد در آدریان، میشیگان است. این کالج مدارک لیسانس را در ۹۲ رشته و برنامه دانشگاهی ارائه می‌دهد. پردیس شامل امکانات جدید ساخته شده به همراه ساختمان‌های تاریخی است. کالج آدریان وابسته به کلیسای متحد متدیست است و توسط کمیسیون آموزش عالی تأیید شده‌است. کتیبه تعیین کالج به عنوان مکان تاریخی میشیگان توسط کمیسیون تاریخی میشیگان ساخته و در محل کالج نصب شده‌است.